# Штајнах (Доња Баварска)
Штајнах (њем. Steinach) град је у њемачкој савезној држави Баварска. Једно је од 37 општинских средишта округа Штраубинг-Боген. Према процјени из 2010. у граду је живјело 2.980 становника. Посједује регионалну шифру (AGS) 9278190.

## Географски и демографски подаци
Штајнах се налази у савезној држави Баварска у округу Штраубинг-Боген. Град се налази на надморској висини од 348 метара. Површина општине износи 23,1 km². У самом граду је, према процјени из 2010. године, живјело 2.980 становника. Просјечна густина становништва износи 129 становника/km².